# Osborne-Stier

Der Osborne-Stier (spanisch: Toro de Osborne) ist die Silhouette eines Stiers. Er war ursprünglich als große Plakatwand an spanischen Straßen geplant, wo er als Werbung für den Brandy Veterano der Osborne-Gruppe dienen sollte. Im Laufe der Zeit entwickelte er sich vom Markenzeichen zu einem nationalen Symbol Spaniens. Die heute anzutreffenden Osborne-Stiere haben keinen Werbeschriftzug mehr. Sie sind ca. 14 Meter hoch, bestehen aus 70 Blechplatten und haben eine Fläche von etwa 150 m² bei einem Gewicht von ca. vier Tonnen.
Ähnliche Stiere der Osborne-Gruppe, allerdings mit dem Namen des Brandys Magno versehen, finden sich an mexikanischen Straßen.

## Geschichte

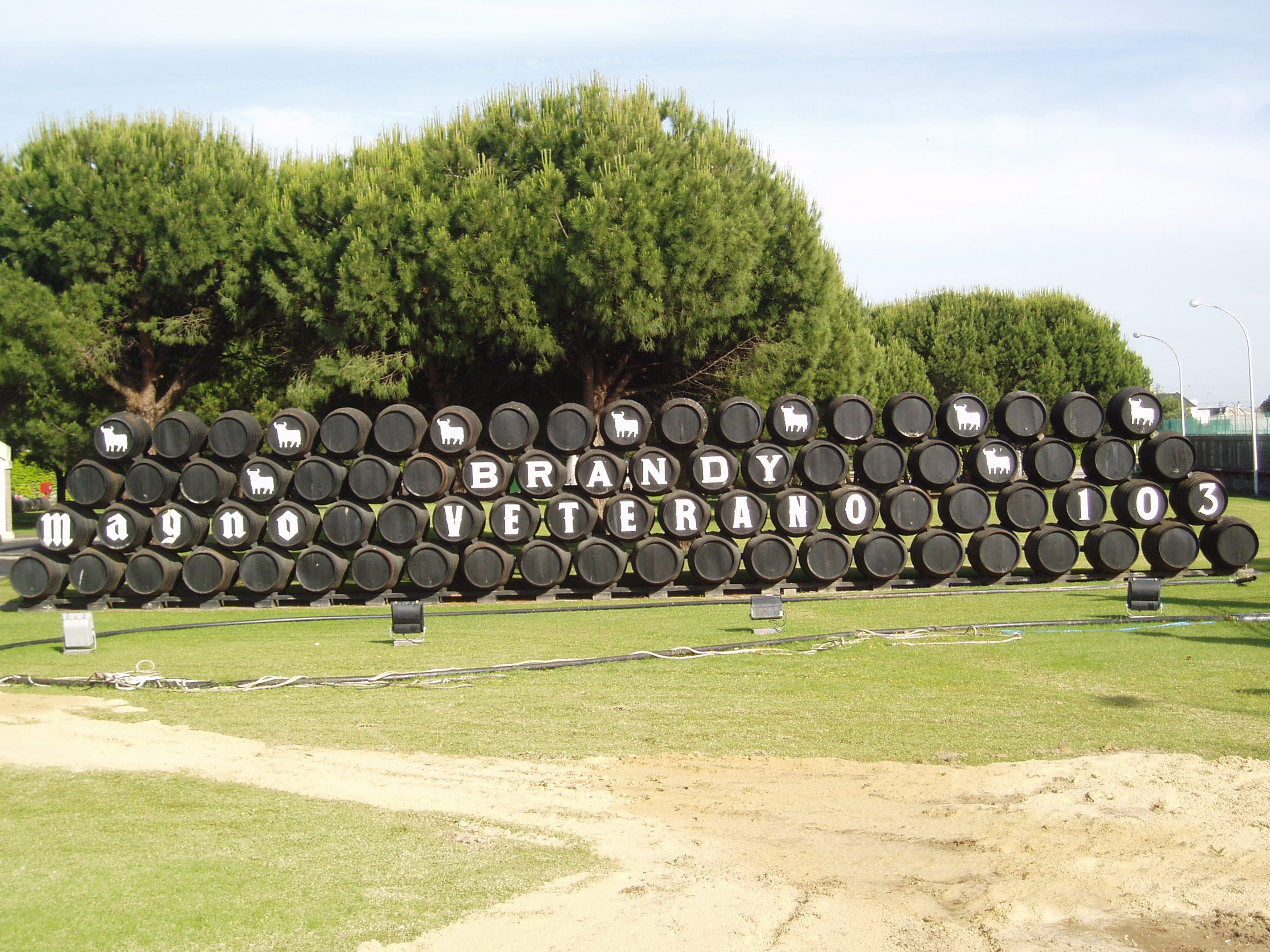
Brandy de Jerez

Im Jahr 1956 wurde die Werbeagentur Azor von der Osborne-Gruppe beauftragt, ein Symbol zu entwerfen, das den Brandy Veterano auf Plakatwänden repräsentieren sollte. Der Künstler Manolo Prieto, damals Mitarbeiter der Agentur, schlug daraufhin die Figur eines wilden Stiers vor, die bis heute verwendet wird. Im Mai 1957 begann die Aufstellung der Figuren. Sie waren vier Meter hoch, aus Holz, hatten weiße Hörner und waren mit dem Schriftzug Veterano versehen. Da die ursprünglichen Holzfiguren der Witterung nicht standhielten, wurde 1961 begonnen, sie aus Metall herzustellen und sie wurden auf sieben Meter Höhe vergrößert. Nachdem 1962 ein neues Gesetz erlassen wurde, das Werbeschildern an Landstraßen einen Abstand von mindestens 125 Metern zur Fahrbahn vorschrieb, reagierte das Unternehmen mit der Vergrößerung der Stiere auf 14 Meter Höhe.

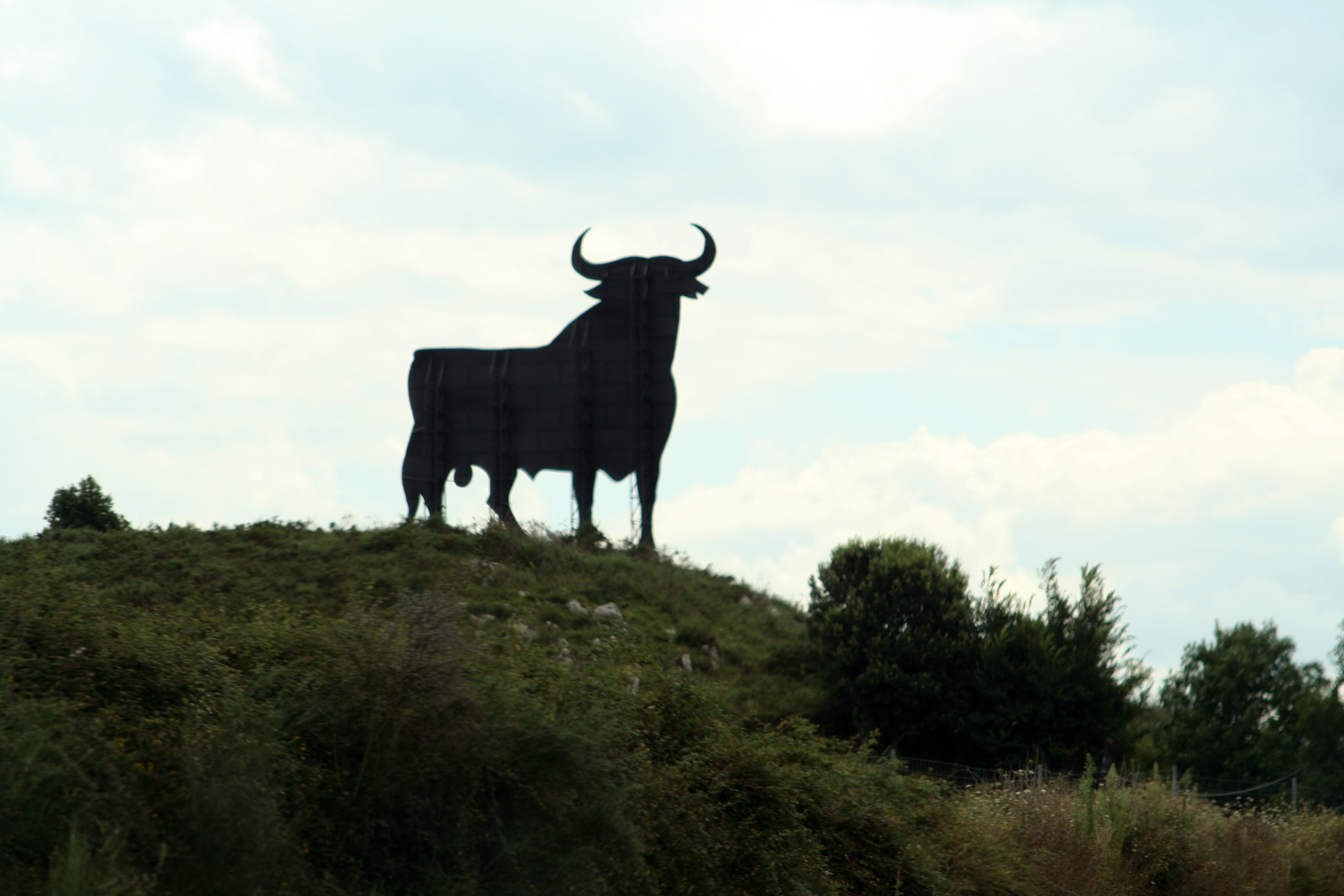
Silhouette eines Osborne-Stiers nahe Llanes, Asturien

Das im Juli 1988 verabschiedete Allgemeine Landstraßengesetz (Ley General de Carreteras) forderte den Abbau sämtlicher Plakatwände in Sichtweite staatlicher Landstraßen, worunter auch die Osborne-Stiere fielen. Direkte Reaktion darauf war die Entfernung des Schriftzugs mit dem Markennamen von den Aufstellern. Der Abbau aller Stiere wurde 1994 in einer Verordnung erlassen. Verschiedene Autonome Gemeinschaften, zahlreiche Gemeinden, Kulturvereinigungen, Künstler, Politiker und Journalisten sprachen sich aber für ihren Erhalt aus. Die Junta de Andalucía beantragte ihre Einstufung als Kulturgut, die Comunidad Foral de Navarra sprach sich für ein Landesgesetz zum Erhalt der Stiere aus. Im Dezember 1997 urteilte der spanische Oberste Gerichtshof, die Osborne-Stiere seien beizubehalten. Die Urteilsbegründung führte an, die Aufsteller besäßen mehr als ihren ursprünglichen Werbecharakter und seien mittlerweile in die Landschaft integriert, es bestehe daher „ästhetisches oder kulturelles Interesse“ an ihrer Beibehaltung.
Heute gibt es über 80 Stiere an Spaniens Landstraßen.

## Der Osborne-Stier heute

Osborne-Stier auf spanischer Flagge

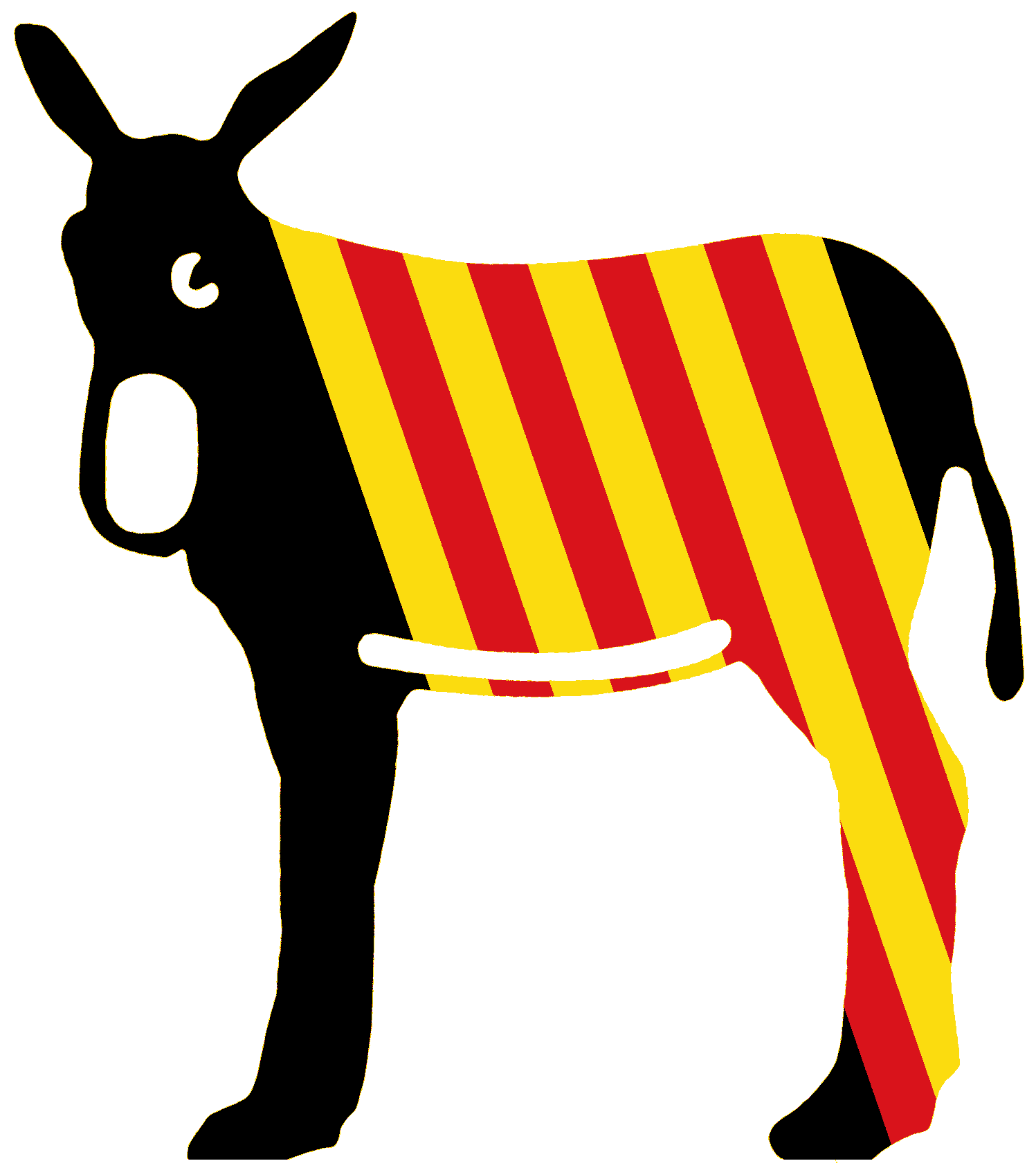
Der katalanische Esel

Das Bild des Stieres ist heute auch außerhalb seines ursprünglichen Werbezweckes in vielfältiger Form zu finden, z. B. auf Autoaufklebern, Reiseandenken und spanischen Flaggen.
Über seine werbliche und touristisch-folkloristische Verwendung hinaus, wird der Osborne-Stier – insbesondere in Verbindung mit der spanischen Fahne – jedoch auch als Erkennungszeichen von spanischen Zentralisten genutzt, was zu einer politisch-symbolischen Aufladung des Stiers geführt hat und infolgedessen zu einer offenen Ablehnung des Zeichens in republikanisch-/linksorientierten Kreisen und Regionen mit ausgeprägtem Regionalnationalismus. So wurde 2009 der letzte noch in Katalonien aufgestellte Stier bei El Bruc von katalanischen Nationalisten zerstört, nachdem er bereits zuvor schon mehrfach das Ziel von Vandalismus war. In den letzten Jahren entstanden außerdem – teils in ironischer Anlehnung an den Stier, teils in polemischer Ablehnung desselben – verschiedene regionale Symboltiere, die sich in Form von Aufklebern, bedruckten T-Shirts und ähnlichem zunehmender Beliebtheit erfreuen: der katalanische Esel, das baskische Schaf und die galicische Kuh.

## Verteilung
Im Augenblick gibt es 88 ungleichmäßig über Spanien verteilte Stiere. Während einige autonome Gemeinschaften keinen (Katalonien, Kantabrien, Ceuta, Melilla und Murcia) oder nur einen Stier besitzen (Balearen, Kanarische Inseln, Navarra und das Baskenland), haben einige Provinzen alleine schon acht, wie Alicante und Cádiz. Nachstehend eine Tabelle mit der Verteilung auf die einzelnen autonomen Gemeinschaften:
| Autonome Gemeinschaft | Anzahl |
| --------------------- | ------ |
| Andalusien            | 21     |
| Aragonien             | 6      |
| Asturien              | 5      |
| Balearische Inseln    | 1      |
| Ceuta                 | 0      |
| Kanarische Inseln     | 1      |
| Kantabrien            | 0      |
| Kastilien-La Mancha   | 13     |
| Kastilien-León        | 13     |
| Katalonien            | 0      |
| Extremadura           | 5      |
| Galicien              | 5      |
| Madrid                | 2      |
| Melilla               | 0      |
| Murcia                | 0      |
| Navarra               | 1      |
| La Rioja              | 2      |
| Valencia              | 12     |
| Baskenland            | 1      |
| Total                 | 88     |